# Dietrich Knothe
Dietrich Knothe (* 6. Januar 1929 in Dresden; † 7. September 2000 in Berlin) war ein deutscher Dirigent und Chorleiter.

## Leben

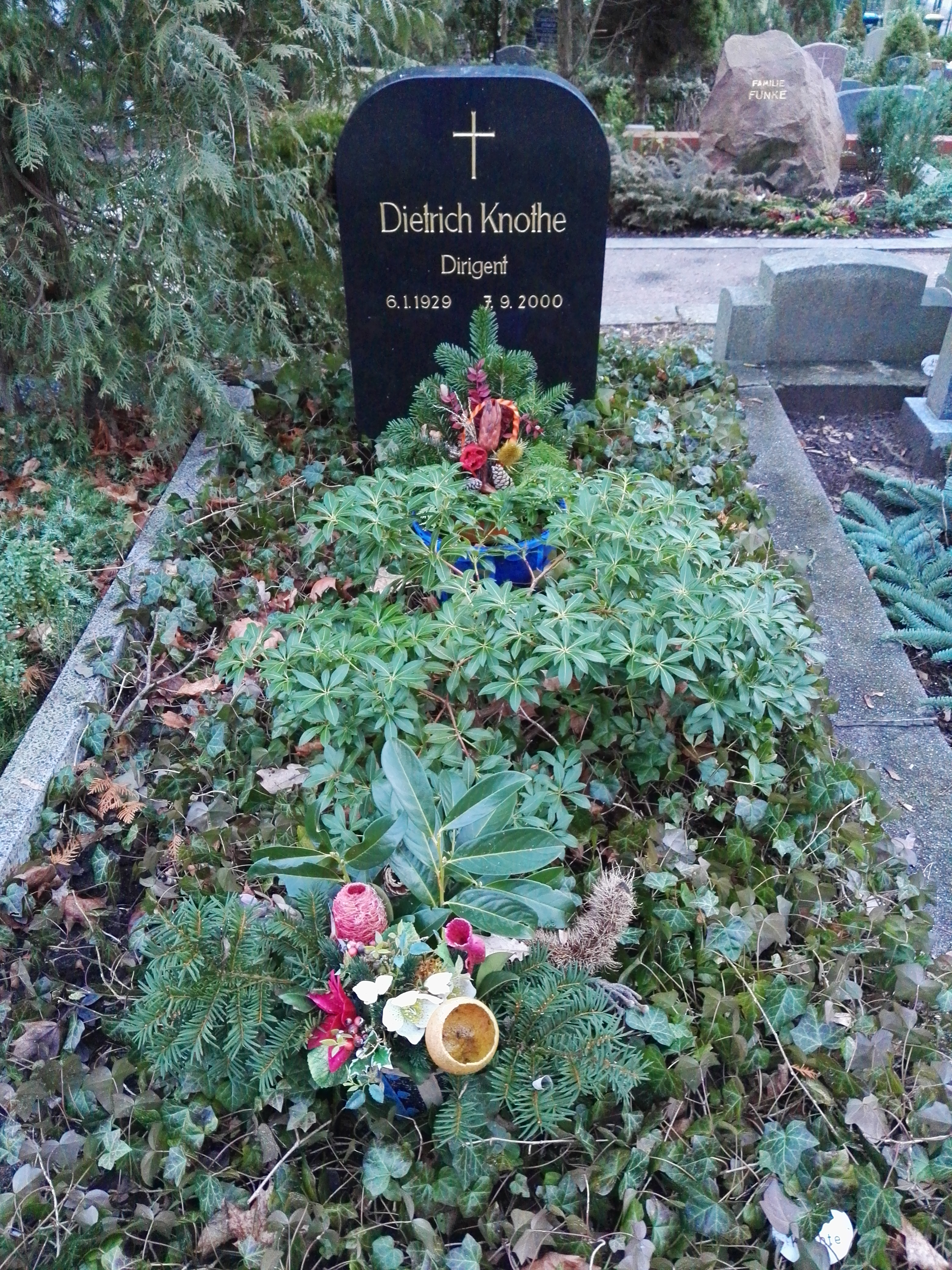
Grabstätte

Als 10-Jähriger trat Knothe 1939 in den Thomanerchor der Thomasschule zu Leipzig unter Dirigent Günther Ramin ein. Nach dem Studium an den Musikhochschulen Leipzig und Berlin-Charlottenburg arbeitete Knothe ab 1953 beim Rundfunkchor Leipzig.
1955 gründete er die Capella Lipsiensis, ein Solisten-Ensemble, mit dem er vor allem Musik der Renaissance und des Barock aufführte.
Aus politischen Gründen wurde Knothe 1962 fristlos entlassen, als er mit seinem Chor nach einem Konzert auf das Singen der Nationalhymne verzichtete. Bis er 1966 zum Vizedirektor der Berliner Singakademie ernannt wurde, war Knothe unter anderem Taxifahrer und Pianist in einer Ballettschule. 1975 wurde er zum Direktor der Berliner Singakademie befördert.
Von 1982 bis zu seinem Ruhestand 1993 war Knothe Chefdirigent des Rundfunkchores Berlin. Zudem wirkte er 1986 als Chordirigent bei der Schallplattenbearbeitung von Sindbad der Seefahrer (Litera) mit, für die Friedrich Schenker die Musik schrieb und die Dieter Wardetzky inszenierte.
Er ist auf dem Evangelischen Friedhof Rahnsdorf-Wilhelmshagen (Abteilung B, Reihe 8) bestattet.

## Ehrungen
- 1966: Goethe-Preis der Stadt Berlin
- 1979: Kunstpreis der DDR[1]
- 1985: Händelpreis des Bezirkes Halle